# Phaonia brunneivittis
Phaonia brunneivittis är en tvåvingeart som beskrevs av Fritz Isidore van Emden 1943. Phaonia brunneivittis ingår i släktet Phaonia och familjen husflugor.
Artens utbredningsområde är Uganda. Inga underarter finns listade i Catalogue of Life.